# Arna Mer-Khamis
Arna Mer-Khamis (hébreu : ארנה מר חמיס ; née le 9 mars 1929 et morte le 15 février 1995) est une militante politique juive israélienne, connue pour son engagement auprès des enfants palestiniens. Elle est récipiendaire du prix Nobel alternatif en 1994. Arna est la mère de Juliano Mer-Khamis, homme du théâtre, assassiné le 4 avril 2011 à Jénine près de son théâtre.

## Biographie

### 1929-1950
Elle naît à Rosh Pina, petit village de Haute Galilée, au nord de la Palestine, près du lac de Tibériade, sous l'ancien Yishouv. Ce village est une colonie juive, établie en 1878, près d’un village arabe appelé Jaoni. Arna Mer se définit comme « juive palestinienne ».

### 1951-1960
A cette époque, Arna est combattante dans le Palmah, la branche paramilitaire de la Haganah, le mouvement de résistance sioniste qui opère durant le mandat britannique de la Palestine avant la création d'Israël en 1948. Au cours des années 1950, elle devient un membre engagé du Parti communiste israélien qui prône la démocratie binationale juive et arabe ; elle y rencontre Saliba, l'un de ses dirigeants. 
Arna Mer devient Arna Mer-Khamis quand elle épouse Saliba Khamis, palestinien chrétien d'Israël et secrétaire du Parti communiste d'Israël.
Elle met au monde son premier fils Spartak (nommé ainsi en l'honneur de sportifs soviétiques) qui choisira une identité arabe radicale et vivra à Londres où il publiera sur le communisme et l'anarchie puis en 1958[réf. nécessaire], naît son fils initialement prénommé Sputnik (en l'honneur de la lancée de satellites soviétiques dans l'espace) et qui sera changé un peu plus tard en Julio puis Juliano, lequel s'engagera dans la suite militante de sa mère pour le théâtre palestinien et enfin son dernier fils Abir. D'un père arabe palestinien et d'une mère juive israélienne qui se revendique palestinienne puisque née en Palestine mandataire au temps du Yishouv avant la création de l'Etat juif, les trois frères grandissent avec un problème complexe d'identité, en cherchant constamment où se trouve leur place.

### 1961-1970
En 1968, son mari Saliba abandonne le foyer familial chaotique : « A l'extérieur, l'oppresseur était le Juif mais à la maison, l'oppresseur était arabe », dit son fils Juliano.

### 1981-1990
En 1989, Arna Mer-Khamis crée un centre d’éducation alternatif dans le camp de réfugiés palestiniens de Jénine.Elle y fait construire un théâtre afin que les enfants palestiniens expriment leurs frustrations et leurs peurs quotidiennes.

### 1991-1994
A Jenine, elle fonde en 1993 le Stone Théâtre (en souvenir de l'intifada des pierres) avec l'argent du prix Nobel alternatif qu'elle a reçu, et les représentations permettent de réunir momentanément toute sa famille. 
Elle est récipiendaire du prix Nobel alternatif en 1994, et offre le montant de son prix à son groupe théâtral.
Arna Mer-Khamis décède en février 1995 après une longue bataille contre le cancer.

## Reconnaissance
Arna Mer-Khamis est récipiendaire d'un Prix d'Honneur au prix Nobel alternatif en 1992, « pour son engagement passionné à la défense et l'éducation des enfants de Palestine. ».

## Citation
traduction à revoir :
The child under military occupation is affected psychologically, emotionally and academically. So if one wants to support and strengthen these children, one has to consider them from all these aspects. The socialisation of the child is the most basic thing in its life; if you see children only as individuals, in fact you can be indirectly deepening their problems... Our principle is to serve the child: to turn the pyramid [of education and authority] upside down.

« L'enfant sous l'occupation militaire est affecté psychologiquement, émotionnellement et intellectuellement (ou sur le plan scolaire). Ainsi, si l'on veut soutenir et fortifier ces enfants, on doit les examiner sous tous ces aspects. La socialisation de l'enfant est la chose la plus fondamentale dans sa vie, si vous voyez seulement des enfants en tant qu'individus, en fait vous pouvez indirectement aggraver leurs problèmes ... Notre principe est de servir l'enfant : faire de la pyramide [de l'éducation et de l'autorité] à l'envers. »

— Arna Mer-Kamis, Discours d'acceptation du prix Nobel alternatif 9 décembre 1993
.